# 馬龍·詹姆斯
馬龍·詹姆斯（Marlon James，1970年11月24日—），是一名牙買加小說家。

## 生平
詹姆斯出生於金斯敦，母親是偵探，父親是律師，1991年他畢業於西印度群島大學，其後到美國深造，於2006年在威爾克斯大學取得創意寫作的碩士學位。詹姆斯於2005年開始寫作，至2015年共推出三本小說，分別是《約翰．克勞的魔鬼》、《夜女之書》和《七殺簡史》，雖然他的作品不多，但已經為他入圍多個文學獎項，包括英聯邦作家獎及美國國家書評獎，2015年，他更憑《七殺簡史》獲得布克獎，成為第一個榮獲此獎的牙買加作家。